# Johann Albrecht Euler

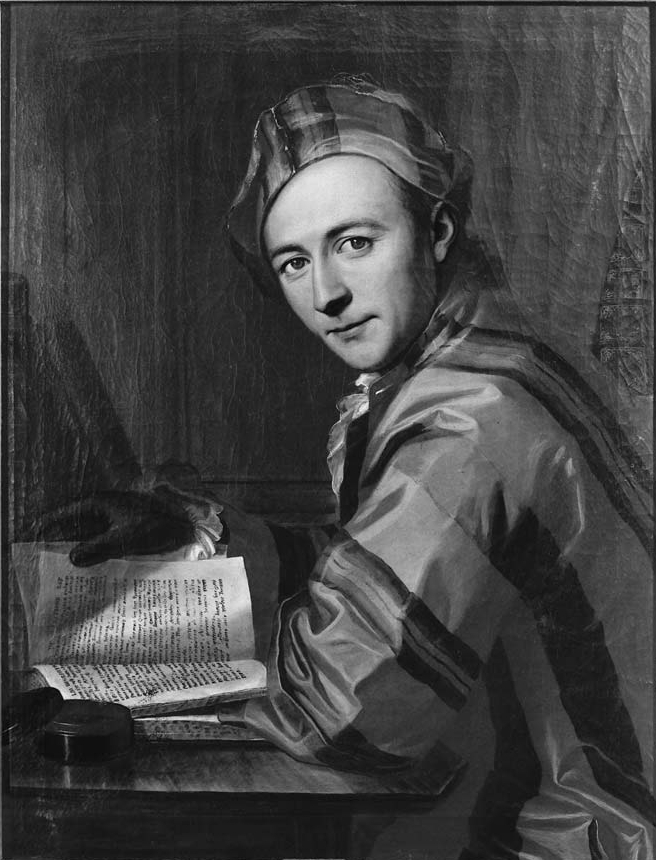
Johann Albrecht Euler

Johann Albrecht Euler (* 27. November 1734 in Sankt Petersburg; † 17. September 1800 ebenda) war ein russischer Astronom und Mathematiker schweizerischer Abstammung.

Siegel der Familie Euler

## Leben
Johann Albrecht Euler war das älteste von 13 Kindern des Schweizer Mathematikers Leonhard Euler und der Katharina Gsell. 1741 zog Johann Albrecht mit seiner Familie von Sankt Petersburg nach Berlin und erhielt dort seinen ersten naturwissenschaftlichen Unterricht durch seinen Vater.
Im Herbst 1754 nahm die Berliner Akademie der Wissenschaften Euler als ordentliches Mitglied auf. Im gleichen Jahr erhielt er den Preis der Göttinger Gesellschaft der Wissenschaften. 1758 wurde er mit der Leitung der Berliner Sternwarte betraut. In dieser Zeit konnte sich Euler habilitieren und 1766 ging er zurück nach Russland und ließ sich wieder in St. Petersburg nieder.
Die Aufnahme Johann Albrechts an der Akademie der Wissenschaften St. Petersburg war eine der Übertrittsbedingungen von Leonhard Euler an die Kaiserin, und 1769 berief man ihn zum ständigen Sekretär der Akademie. Daneben avancierte Euler 1776 zum pädagogischen Leiter des zaristischen Kadettenkorps. 1799 wurde er russischer Staatsrat. Johann Albrecht Euler war Mitglied der Akademien von Berlin, Göttingen (seit 1779), München, St. Petersburg, Stockholm, Vlissingen und Paris. Er veröffentlichte mehrere Werke, insbesondere über Astronomie.
Im Alter von beinahe 66 Jahren starb Johann Albrecht Euler am 17. September 1800 in St. Petersburg.
Er heiratete am 27. April 1760 Anna Charlotte Sophie Hagemeister, Tochter des Hofrats Paul Rudolf Hagemeister (1694–1777), ihre Mutter war die Schwägerin von Samuel Formey. Seine Tochter Charlotte heiratete den Mathematiker Jakob II Bernoulli, eine andere Tochter, Albertine, den Mathematiker Nikolaus Fuss.